# دریاماریان
دریاماریان (نام علمی: Hydrophiinae) نام یک زیرخانواده از تیره کفچه‌ماران است.